# Mucropetraliella robusta
Mucropetraliella robusta is een mosdiertjessoort uit de familie van de Petraliellidae.